# Christopher Thesmar
Christopher Thesmar, född 1636 i Szczecin, död 12 april 1709 i Stockholm, var en svensk borgmästare.

## Biografi
Christopher Thesmar föddes 1636 i Szczecin. Han var son till köpmannen Gregorius Thesmar och Benigna Hencken. Thesmar blev 1655 volontär vid svenska armen i Polen  och följde 1657 med en beskickning till Turkiet. År 1673 anställdes han som Kämnär vid Stockholms stadsförvaltning och blev 1674 rådman i Stockholm. Han hjälpte 1689 drottningen att instifta Johannes hospital, som han sedan blev inspektor över. Thesmar blev 1696 ämbetsborgmästare och byggningsborgmästare i Stockholm. Han avled 1709 i Stockholm.

## Familj
Thesmar gifte sig 1674 med Sophia Lovisa Hedinger.